# Johannes Vritze
Johannes Vritze, auch Johannes Vritze von Wantzenberg und verschiedene Varianten davon († 1408 in Hamburg) war ein deutscher Jurist, Ratssekretär der Hansestadt Lübeck und Hamburger Domherr.

## Leben
Es ist möglich, dass sein Beiname von Wantzenberg ein Herkunftsname ist und eventuell auf den Wanzeberg in Südwestmecklenburg hinweist. Nach anderen Angaben stammte er aus Sachsen; auch eine Herkunft aus Lüneburg ist denkbar. Jedenfalls lebten dort zwei Schwestern von ihm.
Er studierte vermutlich an der Universität Prag. Von 1362 bis 1386 war er als Ratssekretär in Lübeck tätig. 1383 errichtete er in Lübeck ein erstes Testament, das erhalten ist. 1387 wird er ohne Amtsbezeichnung in Lübeck erwähnt und kehrte 1389 an die Universität Prag zurück. Am 30. Oktober 1390 schenkte der Rat der Stadt Rostock ihm als Magister Vitze aus Lübeck ein Fass Wein. 1396 verkaufte er seine Grundstücke in Lübeck und orientierte sich nach Hamburg, bezog aber noch 1400/1401 Zahlungen aus Lübeck. Er wurde Domherr am Hamburger Dom (Alter Mariendom) und erbaute sich 1406 eine neue Domherrenkurie. In seinem Testament hinterließ er 1408 eine umfangreiche Stiftung zugunsten des Doms. Er stiftete  die (erste) Lektur am Dom, die mit einem Doktor oder zumindest Bakkalar der Theologie besetzt werden sollte. Zugleich stiftete er die St.-Vitus-Kapelle mit zugehöriger Vikarie sowie sein neu erbautes Haus zur Wohnung des Lektors. Die Dotation erfolgte aus umfangreichen Anteilen Lüneburger Salz-Pfannen. Zusätzlich stiftete er einen hohen Geldbetrag zur Anstellung von vier Dompredigern, den das Kapitel wiederum in einem Salzhaus in Lüneburg anlegte.